# Allsvenskan i handboll för damer 1981/1982
Allsvenskan i handboll för damer 1981/1982 vanns av Irsta HF. Stockholmspolisens IF vann svenska mästerskapet efter slutspel.

## Sluttabell

### Grundserien
| Nr | Lag                    | Matcher | Vinst | Oavgjort | Förlust | Målskillnad | Poäng |
| -- | ---------------------- | ------- | ----- | -------- | ------- | ----------- | ----- |
| 1  | Irsta HF               | 18      | 16    | 2        | 0       | 347-254     | 34    |
| 2  | Stockholmspolisens IF  | 18      | 14    | 2        | 2       | 357-352     | 30    |
| 3  | HP Warta               | 18      | 8     | 4        | 6       | 316-285     | 20    |
| 4  | Huddinge HK            | 18      | 9     | 1        | 8       | 292-305     | 19    |
| 5  | Göteborgs Kvinnliga IK | 18      | 7     | 3        | 8       | 299-278     | 17    |
| 6  | BK Troja               | 18      | 8     | 1        | 9       | 327-335     | 17    |
| 7  | Borlänge HK            | 18      | 6     | 5        | 7       | 262-279     | 17    |
| 8  | IF Skade               | 18      | 7     | 1        | 10      | 311-313     | 15    |
| 9  | Skånela IF             | 18      | 4     | 3        | 11      | 286-319     | 11    |
| 10 | HK Linne               | 18      | 0     | 0        | 18      | 305-482     | 0     |

## SM-slutspel
Stockholmspolisens IF blev svenska mästarinnor